# 케이티 티즈
케이티 티즈(Katy Tiz)는 잉글랜드의 싱어송라이터이다. 미국의 음악 프로듀서인 록 마피아의 곡 "Big Bang"을 커버함으로써 인지도를 알렸다.